# Ramonda spathulata
Ramonda spathulata là một loài ruồi trong họ Tachinidae.